# Melanoplus eumera
Melanoplus eumera är en insektsart som beskrevs av Morgan Hebard 1920. Melanoplus eumera ingår i släktet Melanoplus och familjen gräshoppor. Inga underarter finns listade i Catalogue of Life.